# Wom! A2
Wom! A2, Grupo de rock español de la escena musical de los 80. Muchas veces fueron definidos por la crítica musical como los Clash de Barcelona, aunque ellos siempre rehuyeron toda etiqueta clasificadora por considerarlo una limitación. El grupo de Josepe Gil (cantante, compositor y guitarra) y Roy Bonet (bajo y coros) contó, durante su trayectoria, con la colaboración puntual de los baterías Jordi Vila (Los Amantes de María), Kim Serrat ( ex- Insoportables) y Sergio Ramos ( Barbara Stann; Ojos de Brujo); así como de los guitarristas Dani Prenafeta (Kamenbert) y Xavi Nuri "Tacker" ( más tarde en Loquillo y los Trogloditas). Construyeron un rock potente (con influencias del punk rock del 77; garaje; rockabilly; pero también blues y soul) con cuidadas melodías y trabajadas letras. Lucharon contra el conformismo y fueron activistas del cambio que en aquella época empezaba en Barcelona: organizando conciertos y festivales ( montaron la promotora La Iguana); importando grupos de afuera; editando fanzines y colaborando en emisoras de radio.
Dejaron dos LP, WOM! A2 ( 1986, Tuboescape Records/Zafiro) y Ruido & Cabaret (1987, Ips & Co/ Dro), coproducidos por Sabino Méndez y Ricard Puigdomènech (Loquillo y los Trogloditas) además de cinco sigles.
Las portadas de sus LP fueron realizadas por Andrés Hispano (realizador audiovisual, comisario de exposiciones, pintor e ilustrador) y fueron seleccionadas entre las mejores del año por varias revistas especializadas.

## Historia
Wom! A2 se formó en 1982 en Barcelona, aunque no empezó a actuar con cierta asiduidad hasta un año después. Es precisamente por aquella época, cuando la banda de Josepe Gil ( cantante, guitarra y compositor) contacta con Roy Bonet para que sustituya al primer bajista, Sergio Segura. Al poco tiempo entran en conversaciones con el recién nacido sello independiente Discos DNI, para el que graban dos temas. Sin embargo les cogerá el cierre de la compañía y el sencillo nunca será editado. El entonces trío se mueve y se espabila actuando frecuentemente junto a sus amigos (Brighton 64, Kamenbert, Los Negativos, Los Nervios Rotos, Los Novios , El Clandestino, etc.).
Su segunda oportunidad discográfica les llega en mayo del 84 cuando reciben una oferta de grabación de otro recién nacido sello, Música de la Costa Este –MCE- Si bien la experiencia tampoco resultó ser muy positiva, ya que la distribución fue desastrosa y la repercusión mínima, hay que decir que por lo menos el sencillo esta vez llegó a plastificarse, conteniendo los temas "Evasión" y "Doble juego". 1985 es un año de aparente tranquilidad pero de trabajo duro de local; nuevos temas; un directo más depurado y, sobre todo, la firme decisión de no repetir viejos errores. Ese año se incorpora el batería de Vic, Kim Serrat (ex Insoportables) sustituyendo a Jordi Vila.
Día a día van preparando un mini LP ( WOM! A2) con la producción de Sabino Méndez (de Loquillo y Los Trogloditas), quien además participa en la composición de algunos temas e invita a Ricard Puigdomènech ( también en Trogloditas) para que contribuya con su guitarra en algunos momentos. Grabado en los estudios Trak de Madrid, por fin fue editado en marzo de 1986 en el sello Tuboescape. Tras la grabación del LP se les incorporó como guitarrista Dani Prenafeta, procedente del grupo Kamenbert. El vinilo, pleno de entrega y compromiso, tuvo una gran aceptación sobre todo en los medios independientes.
Ruido & Cabaret se titula el segundo elepé de la banda, grabado en Londres en 1987 y producido de nuevo por Sabino Méndez y Ricard Puigdomènech. Editado por Ips & Co y distribuido por Dro. Al regresar de Londres Dani se concentra en la reformación de Kamenbert y deja el grupo, entonces fichan como guitarra a Xavi Nuri “Tacker”. Después de conciertos por toda la península y el sur de Francia, el cansancio y diferencias de criterio hicieron que Kim Serrat decidiera abandonar. Fue sustituido a la batería por Sergio Ramos, procedente del grupo Sintiéndolo Mucho ( y más tarde de Barbara Stann y Ojos de Brujo).
Con esta formación Wom! A2 actuó durante algún tiempo y empezaron a preparar temas para un nuevo disco. Al poco tiempo Loquillo hizo una oferta a "Xavi Tacker" que, por descontado, los Wom! A2 no pudieron igualar. Las discrepancias internas, las deserciones y el cansancio hicieron que Wom! A2 realizara su último concierto en la sala KGB de Barcelona, donde dieron su adiós definitivo con una memorable actuación.
Ocasionalmente los Wom! A2 actuaron con el nombre de Los Ratones (junto a Sabino y otros invitados) con un repertorio formado por versiones de Los Ramones, The Clash, Sex Pistols, Peter and the Test Tube Babies, The Undertones, Johnny Thunders y Hanoi Rocks.
Después de la disolución de Wom! A2 , Josepe Gil continuó con su faceta de artista plástico ( que siempre había mantenido en paralelo), realizando exposiciones de sus pinturas, dibujos e instalaciones en distintas ciudades europeas. Josepe se ha movido siempre en la escena independiente y en los márgenes de lo multitudinario y comercial por lo que su trabajo, pese a estar muy valorado, no es demasiado conocido. Se inició con la pintura pero con el tiempo se ha ido decantando hacia el dibujo y las instalaciones, destacando con las piezas de luz real en entornos arquitectónicos. En sus obras, cargadas de poética, pervive no obstante el espíritu crítico y combativo que caracterizaron a su antigua banda de rock. Estas obras han podido verse principalmente en Europa ( Fundació Joan Miró, Barcelona; Tinglado 1, Port de Tarragona; Musée Edgar Melik, Aix-en-Provence; Harvey Nichols, Londres; Piramidón, Centre d'Art Contemporani, Barcelona, etc.). También ha realizado diseños de iluminación y escenografías para teatro, danza y música (Teatre Nacional de Catalunya; Centre de Titelles de Lleida; Exposición Universal de Sevilla 1992 etc.). Por su parte Roy ha seguido tocando el bajo con otros grupos de rock como Raiser y Angryman ( con componentes de GRB, Loads y Desechables entre otros). Roy ha combinado su carrera como músico con la de promotor y productor de conciertos internacionales.